# Cantonul Albi-Ouest
Cantonul Albi-Ouest este un canton din arondismentul Albi, departamentul Tarn, regiunea Midi-Pyrénées, Franța.

## Comune
| Comune           | Populație (1999) | Cod poștal | Cod INSEE |
| ---------------- | ---------------- | ---------- | --------- |
| Albi             | 6.451 (1)        | 81000      | 81004     |
| Marssac-sur-Tarn | 2.988            | 81150      | 81156     |
| Terssac          | 1.074            | 81150      | 81297     |